# موسکوفسکی، استان مسکو
شهر موسکوفسکی، اوبلاست مسکو (به روسی: Московский) در کشور روسیه و در اوبلاست مسکو واقع شده‌است.